# Drilliidae
Drilliidae is een familie van weekdieren uit de klasse van de Gastropoda (slakken).

## Geslachten
- Acinodrillia Kilburn, 1988
- Agladrillia Woodring, 1928
- Bellaspira Conrad, 1868
- Calliclava McLean, 1971
- Cerodrillia Bartsch & Rehder, 1939
- Clathrodrillia Dall, 1918
- Clavus Montfort, 1810
- Conopleura Hinds, 1844
- Crassopleura Monterosato, 1884
- Cruziturricula Marks, 1951
- Cymatosyrinx Dall, 1889
- Decoradrillia Fallon, 2016
- Douglassia Bartsch, 1934
- Drillia Gray, 1838
- Elaeocyma Dall, 1918
- Eumetadrillia Woodring, 1928
- Fenimorea Bartsch, 1934
- Fusiturricula Woodring, 1928
- Globidrillia Woodring, 1928
- Hauturua Powell, 1942
- Imaclava Bartsch, 1944
- Iredalea W. R. B. Oliver, 1915
- Kylix Dall, 1919
- Leptadrillia Woodring, 1928
- Lissodrillia Bartsch & Rehder, 1939
- Neodrillia Bartsch, 1943
- Orrmaesia Kilburn, 1988
- Paracuneus Laseron, 1954
- Plagiostropha Melvill, 1927
- Pleurofusia de Gregorio, 1890 †
- Sedilia Fargo, 1953
- Spirotropis G.O. Sars, 1878
- Splendrillia Hedley, 1922
- Stenodrillia Korobkov, 1955
- Syntomodrillia Woodring, 1928
- Wairarapa Vella, 1954